# Cratichneumon orientalis
Cratichneumon orientalis là một loài tò vò trong họ Ichneumonidae.